# 﨑谷直人
﨑谷 直人（さきや なおと、1987年1月13日 - ）は日本のヴァイオリニスト。
東京都大田区出身。清明学園初等部・中等部卒業。ケルン音楽大学に最年少15歳で入学。パリ市立音楽院、桐朋学園大学ソリスト・ディプロマコースを経て、バーゼル音楽院修了。

## 経歴
1998年ノボシビルスク国際コンクールジュニア部門第1位、2000年ユーディ・メニューイン国際コンクールジュニア部門第3位を獲得。2006年にウェールズ弦楽四重奏団を結成。第1ヴァイオリン奏者として、ミュンヘン国際音楽コンクール弦楽四重奏部門、大阪国際室内楽コンクール弦楽四重奏部門にて各3位を獲得。

## 演奏活動
2014年より8年間、神奈川フィルハーモニー管弦楽団にてソロ・コンサートマスターを務めた。
2024年現在は、全国のオーケストラに客演コンサートマスターとして出演するほか、ソロ、ウェールズ弦楽四重奏団、石田泰尚とのヴァイオリンユニット“DOS DEL FIDDLES”等で活動している。

### ユニット
- ウェールズ弦楽四重奏団（﨑谷直人《Vn》、三原久遠《Vn》、横溝耕一《Va》、富岡廉太郎《Vc》）
- DOS DEL FIDDLES（石田泰尚《Vn》、﨑谷直人《Vn》）